# Dongou (district)

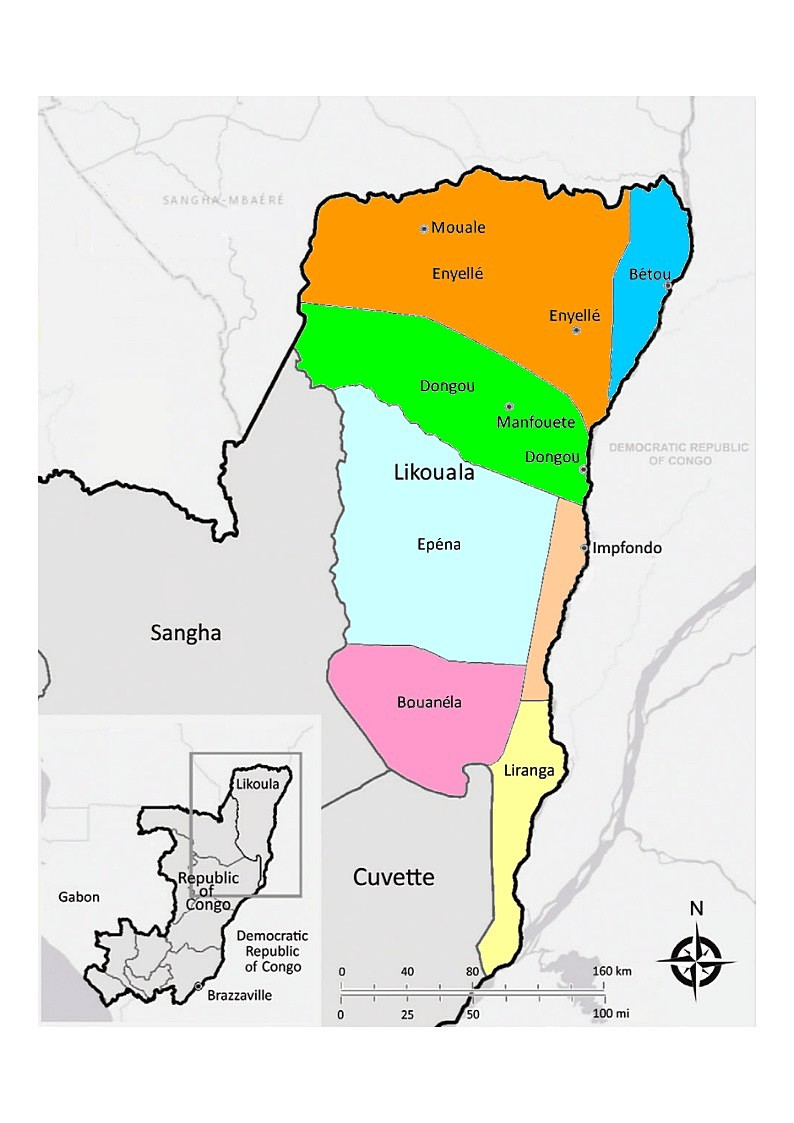
Les districts du département de la Likouala

Le district de Dongou est l'un des sept districts du département de la Likouala situé au nord-est de la république du Congo près de l'Oubangui dans le bassin du Congo. Il a pour chef-lieu la ville de Dongou.